# Evnuh
Evnuh oziroma kastrat je moški z odstranjenimi genitalijami. Opravljali so vlogo nadzornikov v orientalskih haremih.
Skopljenci so bili navadno vojni ujetniki ali domačini, ki so jih v to prisilili njihovi gospodarji; včasih so revni starši zaradi dobička prodali svoje fante kot skopljence bogatim gospodarjem; nekateri pa so se na ta korak odločili prostovoljno – zlasti pevci, da bi ohranili lep mladeniški glas in tako postal slavni. To je bilo vsekakor tvegano početje, saj skopljenje nikakor ni jamčilo, da bo glas res ostal ali postal lepši tudi pozneje. Nekateri pa so to storili iz višjih nagibov, da bi se lažje ustavljali nasladam.
Skopljence so imeli na Kitajskem vse do konca cesarstva: za varuhe haremov, pa tudi za visoke uradniške službe. Pri muslimanih so varuhe haremov, tj. zaporov za sultanove priležnice, skopili; podobno je bilo tudi na Kitajskem. Imenovali so jih evnuhe ali skopljence. Skopljenci pa se pojavljajo tudi po takratni Evropi. Znani so bili v Zahodnem, kot tudi Vzhodnem Rimskem cesarstvu kot tudi v Bizantinskem cesarstvu. V Otomanskem cesarstvu so izkoriščali skopljence vse do njegovega propada.
V baročnem času so med drugim zelo cenili lepo igranje in petje. Nekatere dečke, ki so imelo izredno lep glas, so dali skopiti, da bi s puberteto ne mutirali; tako so z odraščanjem in vajo dobili posebno lep glas, za katerega so pisali skladatelji čisto posebne vloge. Temu je napravil konec Leon XIII., ki je takoj po nastopu službe prepovedal dečke-pevce (=pueri-cantores) skopiti.
Nekatere baročne opera so imele za skopljence zaradi njihovega posebnega glasu, ki je zajemal več oktav, posebne vloge. Tako je bilo na primer pri Cestijevi šesturni operi L'Argia, ki so jo jo premierno izvajali v čast sprejema švedske kraljice Kristine v Inomostu v polnost vesoljnega krščanstva 3. novembra leta 1655. Na novo so jo zopet postavili na oder na Insbruškem festivalu zgodnje glasbe (Innsbrucker Festwochen der Alten Musik) 1996.